# Pachira aquatica

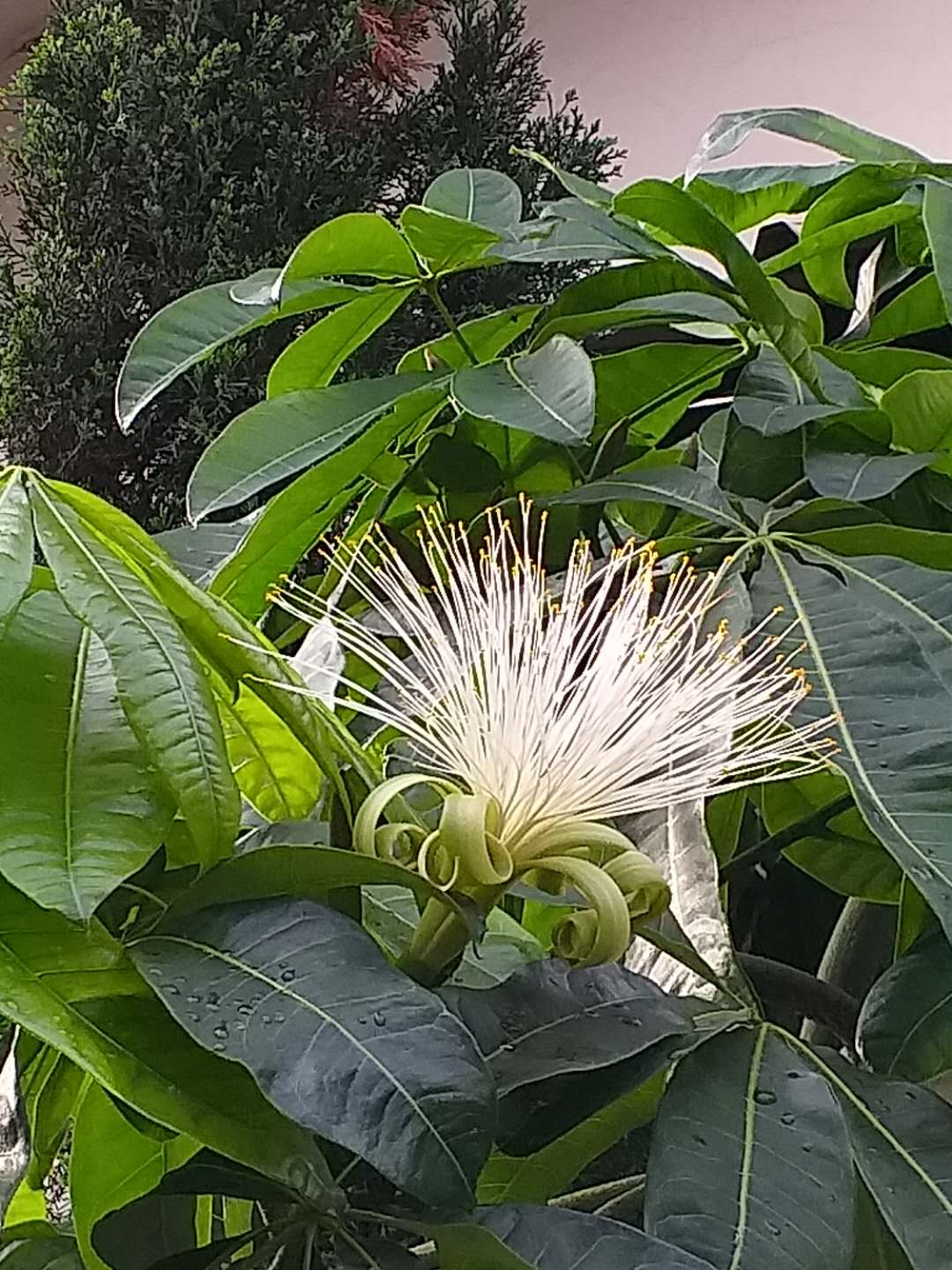
Pachira aquatica

Pachira aquatica còn gọi là kim ngân, phát tài một loài thực vật có hoa trong họ Cẩm quỳ. Loài này được Jean Baptiste Christophore Fusée Aublet mô tả khoa học đầu tiên năm 1775.